# Gilberg
Der Gilberg (auch Gilbergskopf genannt) ist ein 425,9 m ü. NHN hoher Berg im Stadtgebiet von Siegen im nordrhein-westfälischen Kreis Siegen-Wittgenstein.

## Lage und Aussichtsturm

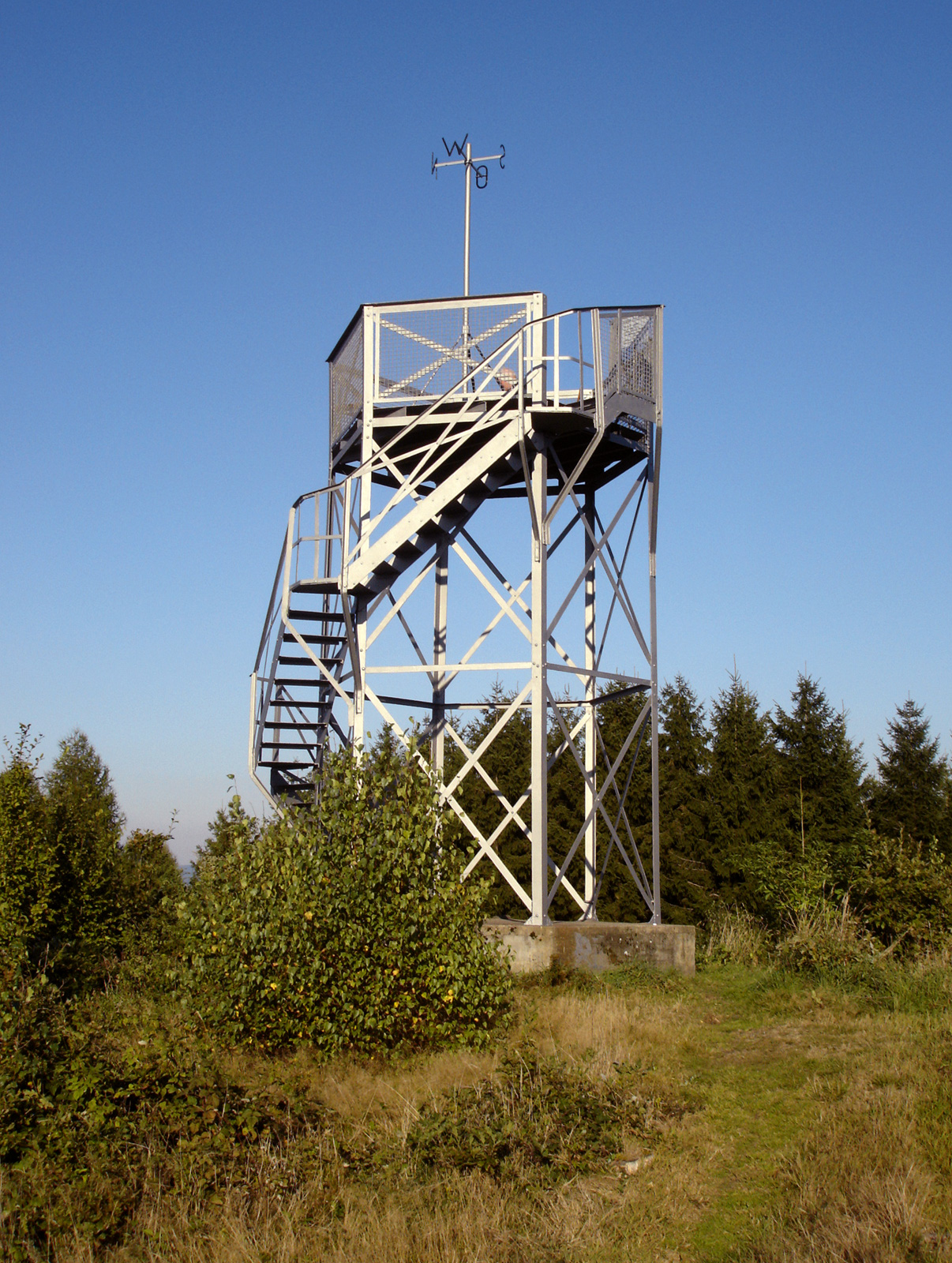
Gilbergturm (2005)

Der Berg befindet sich oberhalb des Siegener Stadtteils Eiserfeld und südwestlich der zu Eiserfeld gehörenden Siedlung Hengsbach. Am Südwesthang des Gilbergs verläuft ein Abschnitt der A 45, nordwestlich ein solcher der B 62. Südlich des Berges, durch die Autobahn getrennt, liegt der 402,4 m hohe Gilbergausläufer Hengsberg.
Am Gipfel steht ein 5,65 m hoher Aussichtsturm. Erbaut wurde der Stahlfachwerkturm bereits im Jahr 1888 im Auftrag des Heimat- und Verschönerungsvereins Eiserfeld. Von ihm aus hatte man im Jahr 2005 noch einen Blick über Eiserfeld, Niederschelden und Siegen (Aussicht vom Turm). Stand 2016 ist der Ausblick durch die höher gewachsenen Bäume sehr eingeschränkt.

## Bergbau
Der Gilberg ist von vielen Stollen durchlöchert, die zum Beispiel zu den Grube Gilberg, Flussberg, Talsbach, Malsch, Obere und Untere Anna und anderen gehören. Auch oberirdisch sind noch viele Spuren des einstigen Bergbaus wie Halden und Pingen sichtbar. 1583 wird die Grube St. Paul am Gilberg erwähnt, die in einer „reichlichen“ Kupfererz-Förderung war.